# Deweyjeva decimalna klasifikacija
Deweyjeva decimalna klasifikacija  ali DDC (angleško Dewey Decimal Classification System) je ena izmed najbolj razširjenih knjižničnih klasifikacij in je prevedena v več kot 30 jezikov. Omenjena klasifikacija je ena izmed najstarejših knjižničnih klasifikacij. Najpogosteje se uporablja v Združenih državah. Uporabljajo je v več kot 130 državah po svetu, ta razširjena uporaba pa je zasluga Melvila Deweya. Iz Deweyjeve decimalne klasifikacije izhaja Univerzalna decimalna klasifikacija ali UDK.

## Melvil Dewey
Melvil Dewey (1851 – 1931) je bil ameriški knjižničar in učitelj, ki je zasnoval Deweyjevo decimalno klasifikacijo in s tem pripomogel k razvoju knjižnic v začetku 20. stoletja v Združenih državah. Bil je pobudnik anglo – ameriškega sodelovanja na področju katalogizacije, predlagal pa je tudi, naj ALA (American Library Association) in LA UK (Library Association UK) združita prizadevanja za izdelavo enotnih katalogizacijskih pravil v angleško govorečih državah.

## Klasifikacija
Prva izdaja Deweyjevega klasifikacijskega sistema je izšla leta 1876 z naslovom »A Classification and Subject Index for Cataloguing and Arranging the Books and Pamphlets of a Library«. Prva izdaja je imela samo 44 strani in je predlagala številke od 0 do 999, od katerih jih najmanj sto ni bilo uporabljenih. V kasnejših izdajah so bile nato vključene tudi decimalke, številke pod 100 pa so bile razširjene na tri mesta ( npr. 001 namesto 1, 020 namesto 20 itd.). Svojo Decimalno klasifikacijo je pripravil kot nekakšno sredstvo za izražanje odnosov med dokumenti in tudi za izražanje odnosov med disciplinami, temami. DDK je bila v večji meri uporabljena za razvrščanje knjig na police. Uporabljajo jo tudi za klasifikacijo spletnih strani na internetu.
Dewey je pri reviziji klasifikacije sodeloval do svoje smrti. Ustanovil je tudi lastno založbo, the Forest Press, da bi še naprej skrbel za klasifikacijo. Leta 1988 je to založbo prevzel OCLC Online Computer Center, Inc., ki je še danes zadolžen za klasifikacijo. OCLC je slovenskemu IZUM-u podoben v tem, da vzdržuje vzajemni katalog.
Obseg same klasifikacije se je od prve izdaje znatno povečeval in leta 2003 je izšla že 22. izdaja. 

### Struktura klasifikacije
DDC sistem organizira vsa znanja v deset glavnih razredov. Teh deset razredov se dalje deli na deset podrazredov in vsak podrazred v deset skupin (10 glavnih razredov, 100 podrazredov, 1000 skupin). Prednost tega sistema je, da z uporabo decimalk za svoje kategorije omogoča neskončno hierarhično in numerično delitev. Glavne skupine so naslednje:  
- 000 Računalništvo, Informatika & Splošno
- 100 Filozofija & Psihologija
- 200 Verstva
- 300 Družbene znanosti
- 400 Jezikoslovje
- 500 Znanost
- 600 Tehnologija
- 700 Umetnost & Šport
- 800 Literatura
- 900 Zgodovina & Geografija

Primer delitve razreda DDC - 800 Literatura:
- 800 Literatura
- 810 Ameriška in staro-angleška literatura
- 811 Poezija
- 812 Dramatika
- 813 Proza
- 820 Literatura angleških in anglo - saksonskih jezikov
- 821 Angleška poezija
- 822 Angleška dramatika
- 823 Angleška proza
- 830 Literatura v germanskih jezikih in nemška literatura